# Myrsine andersonii
Myrsine andersonii är en viveväxt som beskrevs av Francis Raymond Fosberg och Marie-Hélène Sachet. Arten ingår i släktet Myrsine och familjen viveväxter. Arten är endemisk för Australöarna i Franska polynesien och kategoriseras som starkt hotad (EN).